# Meine Frau, die Hochstaplerin
Meine Frau, die Hochstaplerin ist eine deutsche Filmkomödie aus dem Jahre 1931.

## Handlung
Das Ehepaar Bergmann lebt in bescheidenen Verhältnissen. Peter Bergmann ist ein einfacher Bankangestellter. Seine Ehefrau Jutta hatte jedoch höhere Pläne für ihren Angetrauten. Für dieses Ziel schreckt sie auch vor Lügengeschichten nicht zurück. Als sie den Wurstfabrikanten Marty kennenlernt, macht sie aus dem Bankangestellten Peter kurzerhand einen Bankdirektor. Das Unternehmen Marty geht sehr schlecht und da kommt die Bekanntschaft zu der Ehefrau eines Bankdirektors gerade recht. Bei einem Treffen in einem Luxushotel werden erste Pläne geschmiedet. In diesem Hotel lernt Jutta außerdem die Sängerin Ileana Knast kennen. Ileana ist betrübt, da ihr Mann sie nicht mehr als Sängerin auftreten lässt. Als Jutta erfährt, dass dieser Herr Knast Besitzer einer Senffabrik ist, bekommt ihre Karrierephantasie einen weiteren Schub. Sie macht sich daran, das zerstrittene Ehepaar miteinander zu versöhnen. Mit der neugewonnenen Freundschaft zu dem Ehepaar Knast ist es ein Leichtes für sie, die Wurst mit dem Senf zu verbinden. Und Ehemann Peter wird schließlich Direktor der neugeschaffenen Marty-Werke, die den Senf mitsamt der Wurst produzieren soll.

## Hintergrund
Der Film wurde im Juli 1931 in den Ufa-Ateliers Neubabelsberg gedreht. Die Bildgestaltung übernahm der Filmpionier und später oscarprämierte Kameramann Eugen Schüfftan. Die Uraufführung des Films fand am 18. September 1931 im Gloria Palast in Berlin statt. 

## Kritiken
„Die Leute lachten fast unaufhörlich und man begrüßte einen jener so seltenen deutschen Filmabende, an denen die Fettaugen des Witzes und der Komik nicht auf jener verteufelten faden Brühe der Albernheit schwimmen.“